# Brinzolamida
La brinzolamida es un medicamento que se utiliza en oftalmología en forma de colirio para tratar el glaucoma de ángulo abierto y la hipertensión ocular.
Actúa mediante la inhibición de la anhidrasa carbónica, lo que hace disminuir la producción de humor acuoso por los procesos ciliares. El equilibrio alterado entre la producción y reabsorción del humor acuoso es el principal factor implicado en la hipertensión ocular y el glaucoma, enfermedad que puede conducir a la pérdida de visión permanente si no se trata.
Tras su administración en forma de colirio la acción fundamental tiene carácter local. Aunque pasa a la sangre, su concentración en plasma es muy baja y prácticamente resulta indetectable. La administración por vía oral es factible teóricamente, pero no se emplea debido a la absorción irregular y al mayor número de efectos secundarios.
La brinzolamida puede utilizarse como agente único o asociada a otros fármacos como el timolol que disminuye también la hipertensión ocular, pero mediante un mecanismo de acción diferente. Existen preparados comerciales en los que están mezclados ambos fármacos a dosis fijas.